# Rifugio Cauriol
De Rifugio Cauriol (voluit ook Rifugio Baita Monte Cauriol) is een berghut in het Val Sàdole, in de gemeente Ziano di Fiemme in de Italiaanse provincie Trente. Vroeger was de hut ook wel bekend onder de naam Malga Sadole. De berghut ligt aan de voet van de Monte Cauriol (2494 meter) in de Lagoraigroep van de Dolomieten. De hut wordt privaat uitgebaat en behoort niet toe aan een alpenvereniging. In het gebied rondom de hut is gedurende de Eerste Wereldoorlog felle strijd geleverd tussen het Italiaanse en het Oostenrijkse leger. In de hut is een klein museum ingericht met foto's, relikwieën, getuigenissen en ander materiaal uit deze periode.